# 比纳塞德
比纳塞德，是西班牙阿拉贡自治区韦斯卡省的一个市镇。总面积79平方公里，总人口1645人（2001年），人口密度21人/平方公里。